# ベン・ネルソン
ベンジャミン・ハーヴィー・ネルソン（Benjamin Harvey Nelson, 2004年3月18日 - ）は、イングランド・ノーサンプトン出身のサッカー選手。レスター・シティFC所属。ポジションはディフェンダー。

## 経歴
9歳のときにレスター・シティのアカデミーに入団。
2020-21シーズンは17歳ながらU-23カテゴリーに飛び級でプレーする他、UEFAヨーロッパリーグでトップチームのベンチ入りを果たすなどし、アカデミー年間最優秀選手を受賞した。
2022年2月22日、クラブとプロ契約を締結。
7月28日、リーグ2所属のロッチデールに1年の期限付き移籍。
しかし翌年1月6日にクラブが呼び戻すと、1月17日にレンタル先をドンカスターへと切り替えた。
2023年8月29日、EFLカップのトレンメア・ローヴァーズ戦にてトップチームデビューを果たす。
12月8日、クラブとの契約を2027年まで延長した。
翌12月9日、プリマス・アーガイル戦にてリーグデビューを果たした。
2024年3月2日、QPR戦にてクラブ初ゴールを決めた。
2024年8月31日、チャンピオンシップ昇格クラブのオックスフォード・ユナイテッドFCへ期限付き移籍。

## 代表歴
イングランドとスコットランドのプレー資格を持っている。
U-16カテゴリーでは1試合スコットランド代表としての出場経験があるが、以降のカテゴリーではイングランドを選択している。

## 個人成績
2025年6月8日現在
| 所属クラブ              | シーズン | リーグ             | リーグ | リーグ | FAカップ | FAカップ | EFLカップ | EFLカップ | その他 | その他 | 合計 | 合計 |
| 所属クラブ              | シーズン | ディビジョン       | 出場   | 得点   | 出場     | 得点     | 出場      | 得点      | 出場   | 得点   | 出場 | 得点 |
| ----------------------- | -------- | ------------------ | ------ | ------ | -------- | -------- | --------- | --------- | ------ | ------ | ---- | ---- |
| ロッチデール (loan)     | 2022–23  | リーグ2            | 10     | 0      | 0        | 0        | 1         | 0         | 1      | 0      | 12   | 0    |
| ドンカスター (loan)     | 2022–23  | リーグ2            | 15     | 0      | 0        | 0        | 0         | 0         | 0      | 0      | 12   | 0    |
| レスター・シティ        | 2020–21  | プレミアリーグ     | —      | —      | —        | —        | —         | —         | 2      | 0      | 2    | 0    |
| レスター・シティ        | 2021–22  | プレミアリーグ     | —      | —      | —        | —        | —         | —         | 1      | 0      | 1    | 0    |
| レスター・シティ        | 2023–24  | チャンピオンシップ | 5      | 1      | 3        | 0        | 1         | 0         | 2      | 0      | 11   | 1    |
| レスター・シティ        | 2025–26  | チャンピオンシップ | 0      | 0      | 0        | 0        | 0         | 0         | 0      | 0      | 0    | 0    |
| レスター・シティ        | 合計     | 合計               | 5      | 1      | 3        | 0        | 1         | 0         | 5      | 0      | 14   | 1    |
| オックスフォード (loan) | 2024–25  | チャンピオンシップ | 17     | 1      | 0        | 0        | 0         | 0         | —      | —      | 17   | 1    |
| 通算                    | 通算     | 通算               | 47     | 2      | 3        | 0        | 2         | 0         | 6      | 0      | 58   | 2    |

1. 1 2 3 4  EFLトロフィーへの出場

## タイトル
レスター・シティ
- EFLチャンピオンシップ：2023-24

個人
- レスター・シティ アカデミー年間最優秀選手賞：2020-21